# Philipp Hoyoll

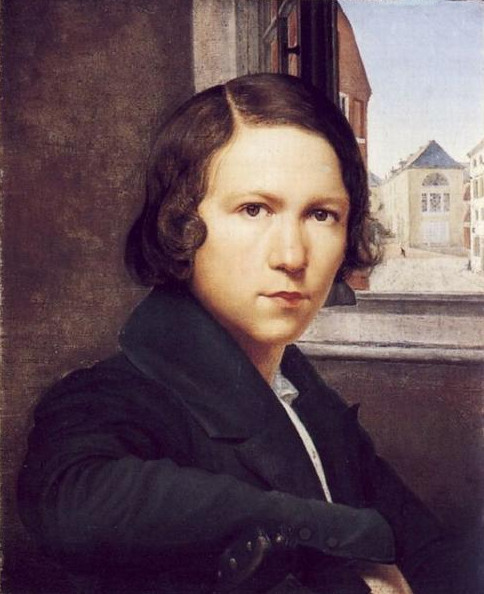
Philipp Hoyoll, Selbstporträt mit Fensterblick auf die Kunstakademie Düsseldorf

Philipp Hoyoll (* 1816 in Breslau; † nach 1875, wohl in London) war ein deutscher Genre- und Porträtmaler der Düsseldorfer Schule.

## Leben
Hoyoll wuchs in Breslau auf. Eine Gehbehinderung zwang ihn, Krücken (Achselstützen) zu benutzen, deren zeichenhafte Abbildung er später als Malermonogramm verwendete. Zusammen mit seinen Freunden Raphael Schall und Amand Pelz studierte er 1830 bis 1832 an der Königlichen Kunstschule zu Breslau beim Porträtmaler Johann Heinrich Christoph König. Nach einem kurzen Aufenthalt an der Königlichen Akademie der Künste in Berlin (1833), wo Schalls Freund Adolph Menzel studierte, wechselten die drei Malerfreunde 1834 an die Kunstakademie Düsseldorf. Dort besuchten sie seit 1837 gemeinsam die Klasse des Porträtmalers Karl Ferdinand Sohn. Ende der 1830er Jahre war der Maler Carl Wilhelm Hübner, der Schöpfer des sozialthematischen bzw. sozialkritischen Genrebildes Die schlesischen Weber, ebenfalls ein Schüler in dieser Klasse. Von 1836 bis 1846 beschickte Hoyoll wiederholt die Berliner Akademie-Ausstellungen. Von 1839 bis zu seiner Auswanderung nach England im Jahr 1853 wohnte er erneut in Breslau.
In der Zeit des Vormärz wurde er Zeuge gewaltsamer Lebensmittelunruhen verarmter Bevölkerungsschichten (→ Schlesischer Weberaufstand). Eine Szene, in der Menschen von preußischem Militär am Breslauer Neumarkt – vor seinem Wohnsitz im Haus Neumarkt Nr. 2 – beschossen werden, hielt er 1846 in seinem Hauptwerk Zerstörung eines Bäckerladens fest. In der Zeit der Deutschen Revolution 1848/1849 veröffentlichte Hoyoll unter dem Pseudonym Kilian Raschke diverse Pamphlete. Dabei gab er sich als „Bauer“ und „Inhaber des eisernen Kreuzes“ aus. Während seiner Emigration beschickte er zwischen 1864 und 1872 mehrere Ausstellungen der Royal Academy of Arts in London mit Genrebildern und Porträts.

## Rezeption
Hoyoll gilt als Vertreter des sozialkritischen Genrebildes und der realistischen Kunst der Düsseldorfer Schule. Die bürgerlich-konservative Kritik geißelte diese Kunst als Tendenzmalerei. Ähnlich wie Wilhelm Kleinenbroich, jedoch anders als Carl Wilhelm Hübner, „fehlte [Hoyoll] die ‚Brücke‘ zum bildungsbürgerlichen Ausstellungspublikum [. …] Für einen direkten, künstlerisch ‚unverarbeiteten‘ Eingang der Wirklichkeit ins Bild waren Künstler und Publikum [seinerzeit] noch nicht bereit“ (Lilian Landes).

## Werke (Auswahl)

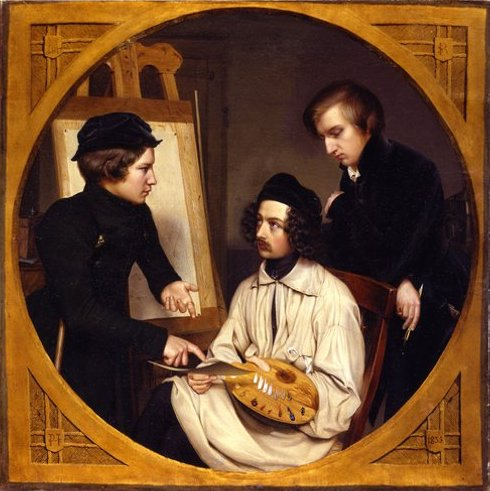
Drei schlesische Maler, 1835, Alte Nationalgalerie: Philipp Hoyoll (links), Raphael Schall (Mitte) und Amand Pelz (rechts) auf einem gemeinsam gemalten Freundschaftsbildnis

- Zusammen mit Raphael Schall und Amand Pelz: Drei schlesische Maler. Freundschaft- und Atelierbild von Philipp Hoyoll (links mit Krücke vor der Staffelei, gemalt von Schall), Amand Pelz (in der Mitte mit Palette, gemalt von Hoyoll) und Raphael Schall (rechts mit Zeichenstift, gemalt von Pelz), 1835, Nationalgalerie Berlin[7][8]
- Die Braut vor der Trauung
- Selbstbildnis mit Darstellung der alten Akademie in Düsseldorf, zwischen 1834 und 1839, Kunstforum Ostdeutsche Galerie, Regensburg, Sammlung August Albrecht Haselbach (1892–1979)[9]
- Der gestörte Maler, 1840[10]
- Zerstörung eines Bäckerladens (Der Sturm auf das Backhaus), 1846, sozialkritisches „Programmbild“,[11] Kunstforum Ostdeutsche Galerie, Regensburg, Leihgabe des Landes Nordrhein-Westfalen[12]
- Etliche Porträts und Genrebilder ab 1853 in England